# شاهزاده وویتسکا
شاهزاده وُویتسکا (لهستانی: Księżna Łowicka) که با نام شب نوامبر (لهستانی: Noc Listapodowa) هم شناخته می‌شود، یک درام تاریخی لهستانی است که در سال ۱۹۳۲ منتشر شد.

## گزیدهٔ بازیگران
- استفان یاراچ
- یادویگا اسموسارسکا
- ریشارد کیرچینسکی
- یوزف ونگژین
- الکساندر زلوروویچ
- لودا نیمیژانکا
- واندا یارشفسکا
- هنریک ژنتوفسکی
- ووادیسواف نویبلت